# Katalin Burián
Katalin Burián (Budapest, 17 gennaio 1995) è una nuotatrice ungherese, specialista dello stile a dorso.

## Carriera
Ha vinto la medaglia di bronzo ai Campionati europei di Glasgow 2018 nei 200 m dorso. Nel corso degli stessi Campionati ha terminato la gara dei 100 m dorso al 7º posto e quella dei 50 m dorso al 25º posto, in batteria.
L'anno successivo ha partecipato ai Campionati mondiali di Gwangju, terminando al 24º posto in batteria nei 50 m dorso, al 23º posto in batteria nei 100 m dorso, al 7º posto nei 200 m dorso e al 19º posto in batteria nella staffetta 4x100 m misti.
Nei 200 m dorso ha preso parte, anche, ai Campionati mondiali del 2015 e del 2017 ed ai Campionati europei del 2016, in questi ultimi terminando al 4º posto.

## Palmarès
- Europei

Glasgow 2018: bronzo nei 200m rana.
Budapest 2020: bronzo nei 200m rana.

### Primati personali (vasca lunga)
| Distanza     | Tempo          |
| ------------ | -------------- |
| 50 m. dorso  | 28"72 (2019)   |
| 100 m. dorso | 1'00"01 (2018) |
| 200 m. dorso | 2'07"43 (2018) |

## International Swimming League
| Stagione 2019 | Stagione 2020   |
| ------------- | --------------- |
| Iron          | Aqua Centurions |